# Glaciar Hatunraju

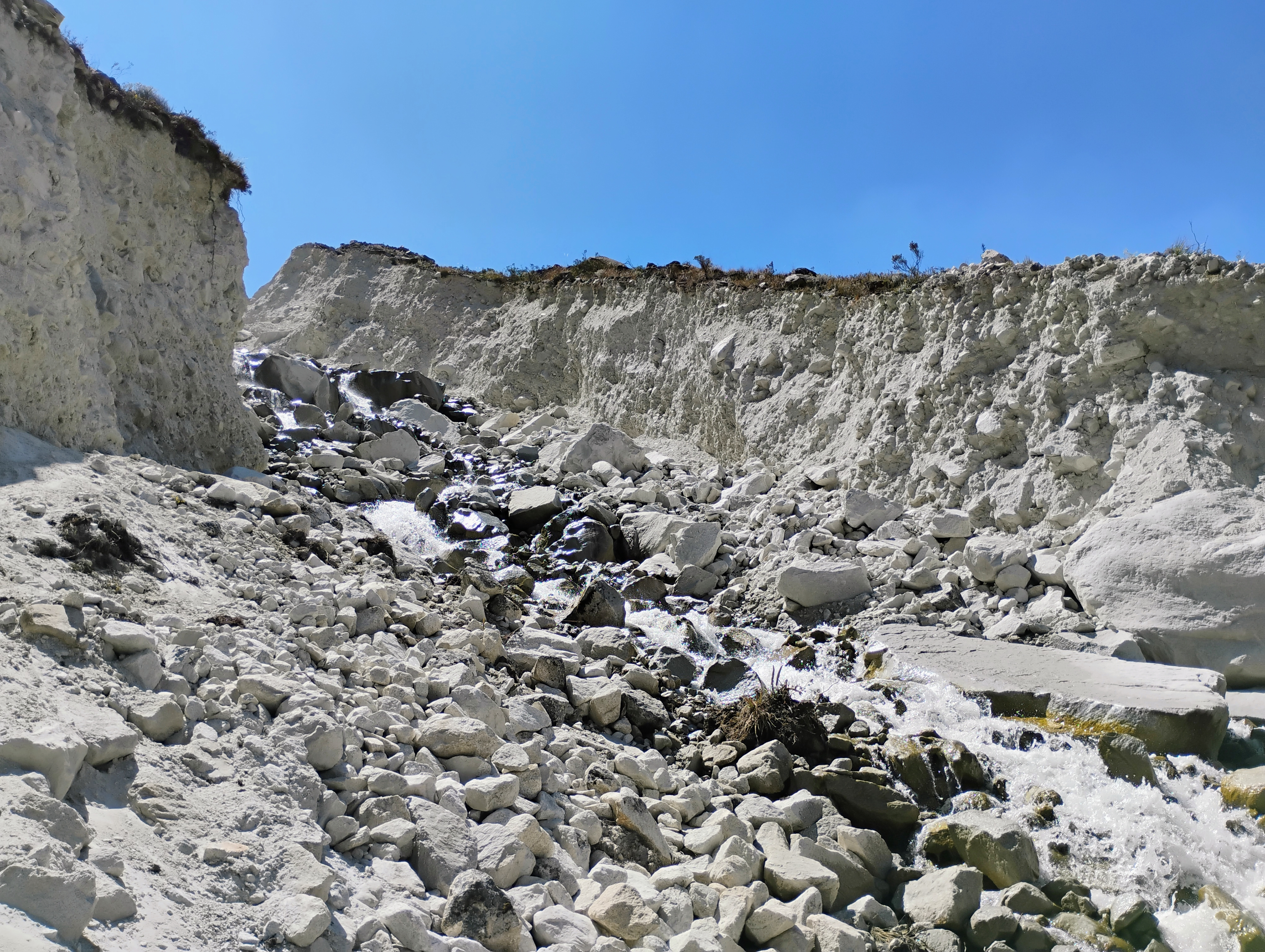
Huellas del deslizamiento en el glaciar Hatunraju ocurrido en 2023

El glaciar Hatunraju es un glaciar cubierto, ubicado en la quebrada Parón (a una altitud de 4155 m s. n. m.), a la entrada de la laguna del mismo nombre, bajo las faldas del nevado Huandoy, en el Parque nacional Huascarán. Es perteneciente al distrito de Caraz, Áncash, Perú.
Este glaciar se ha formado por el avance del propio Hatunraju, el cual, al ser altamente erosivo, ha excavado una gran depresión, acumulando los materiales desplazados en sus laterales y parte frontal. Su núcleo de hielo ha quedado cubierto por los escombros que han caído en estas áreas, debido a la inclinación pronunciada de la morrena, lo que facilita el deslizamiento de los escombros.
Además la lengua del glaciar Hatunraju desciende del nevado Huandoy, y su morrena frontal junto con escombros que descienden del glaciar Aguja se han unido y han formado del dique frontal de la laguna Parón.
Por otro lado, se cree que el derretimiento acelerado del núcleo de hielo del glaciar cubierto Hatunraju podría estar vinculado a la presencia de masas de aire caliente, provocadas por el aumento de la temperatura media. Estas masas de aire ascenderían desde el valle hacia las zonas altas, que incluyen tanto Hatunraju como la laguna Parón. Además, el bajo albedo en las áreas de escombros contribuye a una mayor absorción de la radiación solar, lo que, combinado con las masas de aire caliente, genera calor latente.